# Wilhelm Langbein
Wilhelm Langbein (* 12. Oktober 1801 in Schönbeck; † 3. März 1840 in Friedland (Mecklenburg); vollständiger Name: Wilhelm Ernst Christoph Langbein) war ein deutscher Theologe und Pädagoge.

## Leben
Wilhelm Langbein war der älteste Sohn und eins von zehn Kindern des evangelischen Pastors in Schönbeck bei Friedland (Mecklenburg), Andreas Christian Gottlieb Langbein (* 19. Januar 1774 in Güstrow; † 14. Oktober 1831), und dessen Ehefrau Johanna Sophia Dorothea, geb. Weißenborn (* 1. Juni 1780; † 27. November 1816), einer Pastorentochter aus Schönbeck. Schon sein Großvater und Urgroßvater mütterlicherseits waren Pastoren in Schönbeck gewesen. Langbein hatte noch sieben leibliche Geschwister sowie zwei Halbgeschwister aus der zweiten Ehe seines Vaters.
Langbein wurde von seinem Vater bis zum Beginn des Universitäts-Studiums zu Hause unterrichtet. In Berlin studierte er Philologie und Theologie. Er kehrte nach der bestandenen Kandidatenprüfung nach Schönbeck zurück.
Weihnachten 1825 übernahm er das Subrektorat an der Gelehrtenschule in Friedland, die bis ins frühe 19. Jahrhundert hinein die bedeutendste Höhere Schule in Südostmecklenburg war. Er unterrichtete in Mathematik, Geschichte und Sprachen. Von 1826 bis 1827 leitete er als Turnwart den Turnplatz in Friedland. Sein Schwager Friedrich Weinrich (1783–1862), einer der Pioniere der Turnbewegung in Mecklenburg, war einer der engsten mecklenburgischen Freunde von Friedrich Ludwig Jahn und 1814 einer von dessen Trauzeugen bei Jahns spontaner Heirat. Obwohl in Preußen 1819 das Turnverbot erlassen wurde, um alle fortschrittlichen Kräfte nach dem Befreiungskrieg zu verhindern und die Macht des Adels zu erhalten. Trotz der Turnsperre in Preußen wurde das Turnen in Mecklenburg-Strelitz nicht verboten. 1828 erfolgte seine Beförderung zum Prorektor; er wurde am 16. April 1828 in dieses Amt eingeführt. 1832 wurde er dann zum Konrektor befördert. 1833–1835 hatte er Schwimmaufsicht bei der Friedländer Turnerschaft.
Er leitete eine theologische Lesegesellschaft für das strelitzische Land.
Wilhelm Langbein war verheiratet mit Sophie Johanna Gustave Caroline, geb. Matthias (* 14. August 1811 in Altenhagen bei Treptow; † unbekannt), einer Pfarrerstochter aus Pommern. Gemeinsam hatten sie fünf Kinder, unter ihnen der spätere Superintendent Gustav Langbein.
Wilhelm Langbein starb im Alter von 38 Jahren an Typhus.

## Werke
- Psalmus nonagesimus breviter explicatus quo viro plurimum reverendo Polykarpo Rudolphi Solemnia Semisaecularia 2. Oct. 1836 celebranda collegarum nomine gratulatur Guil[elmus] Ern[estus] Christ. Langbein. Gratulationsschrift zur 50-jährigen Jubiläumsfeier des Pastors Johann Gottlieb Rudolphi